# Gestel, Morbihan

Gestel este o comună în departamentul Morbihan, Franța. În 1 ianuarie 2022 avea o populație de 2.569 de locuitori.